# Listriolobus sorbillans
Listriolobus sorbillans is een lepelworm uit de familie Thalassematidae. De wetenschappelijke naam van de soort werd in 1883 gepubliceerd door Kurt Lampert als Thalassema sorbillans.